# سیارک ۱۲۱۴۹
سیارک ۱۲۱۴۹ (به انگلیسی: 12149 Begas، نامگذاری:9099P-L)۱۲۱۴۹مین سیارک کشف شده‌است که در ۱۷ اکتبر ۱۹۶۰ کشف شد.